# Emilio Langberg
Emilio Langberg o Edvard Emile Langberg (1810-1866), militar. Nació en Copenhague, Dinamarca en 1810, hijo de Knud Engelbreth y Birgette (Jacobsen) Langberg. Era violinista notable y tenía estudios de leyes. Por invitación de su hermano Ludvig, que vivía en México, emigró a este país en 1835  proveniente de Hamburgo vía Nueva Orleans. Cuando llegó a México pronto se dio a conocer en los círculos sociales y políticos de la capital de la República. El general Antonio López de Santa Anna lo metió al Ejército Nacional con grado de capitán; a fines de 1841 ingresó a la planta de catedráticos del Colegio Militar de Chapultepec y fue comandante de una compañía de alumnos. Ascendió a teniente coronel en 1845, en diciembre se pronunció en San Luis Potosí con el general Mariano Paredes y Arrillaga; a mediados de 1846 participó también en el cuartelazo que encabezó el general Mariano Salas, se batió con los invasores americanos en las acciones de La Angostura y el valle de México y ganó el ascenso a coronel.
Durante la Intervención estadounidense en México fue oficial bajo el mando del general Gabriel Valencia en Tula y en Victoria, Tamaulipas. También participó bajo el mando del general José de Urrea en combates tipo guerrilla a las fuerzas americanas en Marín (cerca de Monterrey), Agua Negra y Cerralvo en Nuevo León. Estas incursiones militares era para cortar las líneas de abastecimiento de los americanos y para asistir al general Santa Anna en sus movimientos contra el general Zachary Taylor en 1847. Cerca de la Ciudad de México peleó en la batalla de Contreras y Churubusco; fue condecorado por sus servicios en la pelea contra los americanos.
En 1848 fue  Jefe Político de Paso del Norte y en ese mismo año pasó a comisionado al Estado de Chihuahua con el cargo de inspector de Colonias Militares que le daba el carácter de segundo jefe de la comandancia general; organizó la nueva línea de acuerdo con el Tratado de Guadalupe Hidalgo y regresó al interior a principios de 1854.
El 19 de abril de 1855 se casa en Nueva Orleans, Lousiana con Elizabeth Seraphine Trepagnier, hija de Laurent y Louise Reine Trepagnier, con quien no tuvo descendencia. Tuvo una hija ilegítima de nombre Helena María de la Luz, con Agustina Pareda. En 1855 regresa a México y se establece en Coahuila, estuvo en busca de apoyo contra Santa Anna, combatiendo a los indios y ayudando en esfuerzos de lo filibusteros tejanos para encontrar a esclavos que habían escapado a México. Fue comandante militar en el Estado.
Se afilió al Plan de Ayutla, fue jefe de Estado Mayor del presidente Comonfort, acompañó a este en las operaciones sobre los conservadores que ocupaban Puebla y ascendió a general. Secundó el golpe de Estado de diciembre de 1857 y a Comonfort cuando volvió sobre sus pasos en enero de 1858, desconoció al general Zuloaga como presidente, militó en las filas liberales durante la Guerra de Reforma y subió a general de brigada.
En febrero de 1860 se presentó en Chihuahua al gobernador Muñoz, comisionado por el general Degollado para solicitar recursos a favor de la causa constitucional y prosiguió para Sonora, presentándose al gobernador Pesqueira con igual objeto, recibiendo también apoyo de Manuel María Gándara en ese Estado. Fue a Sinaloa, figuró como segundo en jefe del general Plácido Vega, tomó parte en la acción del Espinal en que fue vencido el jefe conservador Domingo Cajén y en la persecución que se hizo al rebelde Antonio Esteves hasta territorio sonorense.
En 1864 se adhirió al imperio, fue nombrado comandante general del Estado de Sinaloa, trató inútilmente de atraerse al general Trías, coronel Angulo y otros jefes republicanos a la causa del archiduque Maximiliano de Austria, recibiendo duras negativas y el 5 de octubre de 1865 fue nombrado para el mismo cargo en el Estado de Sonora. Se movilizó con actividad y energía sobre las fuerzas de García Morales y después sobre las que comandaba el general Martínez y fue vencido y muerto en la batalla de Guadalupe, el 4 de septiembre de 1866.
No era general francés ni vino a México con los invasores, como erróneamente se ha creído y desde 1850 figuró como socio de la Sociedad Mexicana de Geografía y Estadística, los mapas de los límites y fronteras de Chihuahua y Coahuila con Tejas elaborados por el y sus ingenieros se encuentran hoy en día en las colecciones cartográficas de dicha sociedad.